# Grottaferrata
Grottaferrata je italské město v provincii Řím v oblasti Lazio, které leží v Albanských horách, asi 20 kilometrů jihovýchodně od Říma a od Tuscula. Patří do svazlu obcí Castelli romani. Jde o významné umělecko-historické a náboženské centrum, oblíbené římské rekreační letovisko papežů, kardinálů a římské šlechty již od 16. století .

## Administrativní dělení
K městu je připojeno sedm obcíː Castel Gandolfo, Ciampino, Frascati, Marino, Monte Porzio Catone, Monte Compatri a Rocca di Papa.

## Historie
Území Albanských vrchů bylo osídleno od prvního tisíciletí před naším letopočtem; na území Grottaferraty jsou archeologickými nálezy doloženy nekropole Boschetto, Villa Cavalletti a Villa Giusti, které pocházejí z období první a druhé éry Lazia (1000–830 př. n. l.). Nekropole pod Villou Cavalletti byla ve své době jednou z největších, s přibližně padesáti hrobkami. V nekropoli Vigna Giusti se našly sofistikovanější stavby s pseudo-kopulemi a bohatou pohřební výbavou včetně votivních figurek lidí.
V římské době nebylo území dotčeno významnými osadami, s výjimkou několika předměstských vil bohatých římských občanů, jako byl Marco Tullio Cicero, (pravděpodobně poblíž současného opatství Santa Maria di Grottaferrata) a rodina Scriboni-Libones v Castel de'Paolis, na hranici s obcí Marino.
Lokalita Grottaferrata byla v sousedství města Tusculum a při hlavní silnici Via Latina, a proto ji pravděpodobně evangelizovali již apoštolové svatý Pavel z Tarsu a svatý Petr, kteří podle tradice šířili křesťanství v oblasti Albanských vrchů.
Křesťanství bylo v oblasti Tusculana již od 3. století dobře organizovanéː na 10. míli Via Latina, poblíž dnešního Borghetto di Grottaferrata byly nalezeny katakomby Ad Decimum a další křesťanské pohřebiště muselo vzniknout kolem 12. míle Via Latina, poblíž dnešního Bivia. V roce 370 založil Jan Kappadocký, žák svatého Basilea Velikého, baziliánský klášter na 15. míli Via Latina, poblíž starověké Roborarie a dnešní Molary přítomnost křesťanů východního ritu v Laziu a jižní Itálii byla v té době velmi silná. V 11. století existovalo jen v jižním Laziu a dalších oblastech až po Sicílii přibližně 540 baziliánských klášterů.
Stavební činnost pokračovala plynule až do raného středověku. Opakovaně je narušuje zemětřesení o síle 2,5 stupně, s epicentrem v sopce Volcano Laziale. 
Sídlo s názvem Grottaferrata je písemně doloženo k roku 1004. Tehdy řecký mnich Nilus z Rossana obdržel od šlechtice Teofylakta II. z Tuscula (pozdějšího papeže Benedikta IX.)  bývalou římskou vilu, kterou rodina vlastnila. Již od 5. století se ve vile nacházela křesťanská oratoř, zvaná Crypta Ferrata (železná jeskyně),  z níž je odvozen název města Grottaferrata. Nilus a jeho nástupce Bartoloměj Mladší postavili na římských troskách klášter Santa Maria di Grottaferrata. Po rozdělení východní a západní církve zůstal klášter činný v byzantském ritu, ale nadále podléhal římskému papeži, což trvá dosud, kdy zde sídlí sestry baziliánky.
V letech 1487–1491 dal opat Giuliano della Rovere (pozdější papež Julius II.) rozšířit klášterní komplex na pevnost, projekt vypracovali Giuliano da Sangallo a Baccio Pontelli.
Koncem 2. světové války bylo město při osvobozování od nacistické okupace v dubnu roku 1945 poškozeno americkým bombardováním. 

## Památky

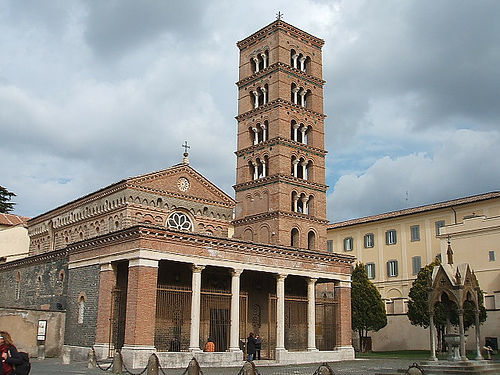
Opatství Santa Maria di Grottaferrata

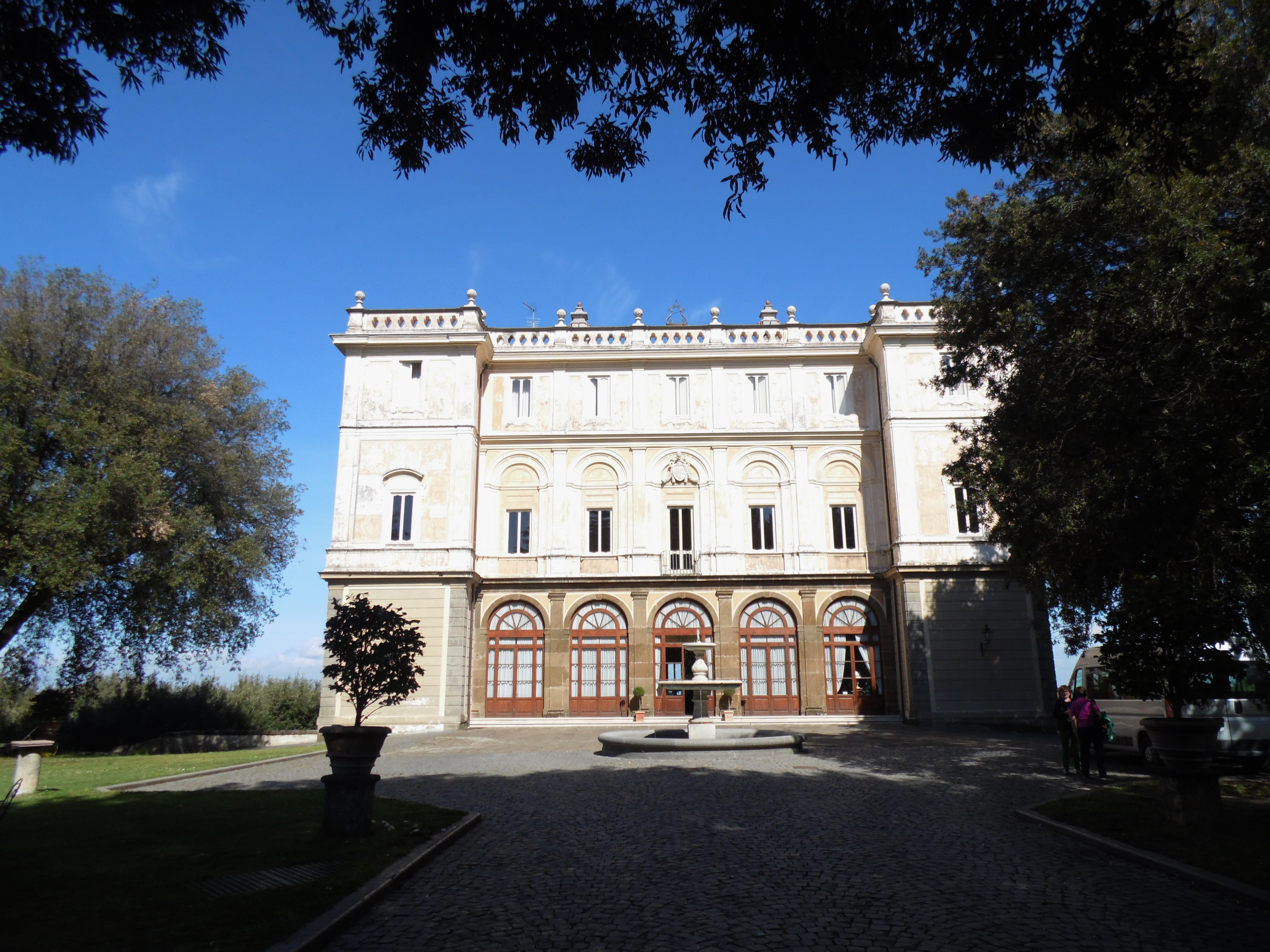
Villa Grazioli

- Opatství Santa Maria di Grottaferrata, sídlo generálátu Kongregace sester baziliánek dcer sv. Makríny
- Villa Grazioli – renesanční, dal si ji postavit kardinál Antonio Carafa roku 1580.
- Villa Muti renesanční –
- Radnice
- Farní kostel Kristovy Krve (Chiesa del Sacro Cuore di Gesù), novogotický chrám z let 1918-1928, dal postavit kardinál Giovanni Cagliero pro salesiány

## Partnerská města
- Vandœuvre-lès-Nancy, Francie
- Patmos, Řecko
- Betlém, Palestina
- Bisignano, Itálie
- Bracigliano,Itálie
- Oria,Itálie
- Rofrano,Itálie
- Rossano, Itálie
- Sant'Elia Fiumerapido, Itálie
- San Mauro la Bruca, Itálie